# Yakuza Zero
Yakuza Zero (龍が如く0 誓いの場所, Ryū ga Gotoku Zero: Chikai no Basho, littéralement « Comme un dragon 0 : Le Lieu du serment ») est un jeu vidéo d'action-aventure développé par le Ryū ga Gotoku Studio et édité par Sega.
Le jeu est officialisé le 25 août 2014, il sort au Japon le 12 mars 2015 sur PlayStation 3 et PlayStation 4, et sort le 24 janvier 2017 en Amérique du Nord et en Europe sur PlayStation 4. Le jeu est annoncé pour le 26 février 2020 sur Xbox One pour la première fois, lors d'un événement organisé par Microsoft, le XO19, le 14 novembre 2019. Une version améliorée intitulée Yakuza 0 Director's Cut est sortie le 5 juin 2025 sur Nintendo Switch 2. À cette occasion, le jeu bénéficie pour la première fois de sous-titres en français ainsi que d'un mode coopératif jouable en ligne intitulé "Raid au Quartier Rouge".
Il s'agit d'un épisode se déroulant avant les événements dépeints dans Yakuza, en 1988. Le joueur incarne Kazuma Kiryu et Goro Majima aux âges respectifs de 20 et 24 ans.

## Système de jeu
Yakuza 0 est un jeu de type action-aventure se déroulant dans un environnement monde ouvert et se jouant à la troisième personne. Le jeu se déroule de décembre 1988 à janvier 1989, à Kamurochō et Sotenbori, des recréations fictives des quartiers de Kabukichō et de Dōtonbori à Osaka respectivement. Le joueur contrôle le protagoniste de la série Kazuma Kiryu et le personnage récurrent Goro Majima, alternant entre les deux à des moments prédéterminés de l'histoire.
Les joueurs peuvent se promener librement dans Kamurochō et Sotenbori, interagir avec les personnes qu'ils rencontrent pour déclencher des quêtes secondaires, combattre les ennemis qui les attaquent dans la rue, ou jouer à plusieurs mini-jeux, y compris des versions entièrement jouables de jeux d'arcade Sega tels que Out Run, Super Hang-On, Space Harrier, et Fantasy Zone. En remplissant certains objectifs, comme manger tous les plats d'un restaurant ou atteindre un score cible dans un mini-jeu, le joueur recevra également des points d'achèvement spéciaux. Ces points d'achèvement peuvent être dépensés dans un sanctuaire pour recevoir des bonus supplémentaires, tels que des objets spéciaux ou des améliorations de personnage.
Le système de montée en niveau du personnage se compose de capacités achetées à partir d'un arbre de compétences qui se débloque progressivement au cours du jeu. Au lieu d'utiliser des points d'expérience pour acheter des compétences, le joueur utilise l'argent acquis lors des combats ou des activités annexes. Dans Yakuza 0, l'argent est distribué plus généreusement que dans les précédents opus, chaque attaque lourde faisant tomber de l'argent sur les ennemis. De ce fait, les objets, y compris les objets de soin dans les centres commerciaux, sont généralement plus chers. Le joueur peut perdre son argent s'il rencontre un ennemi spécial appelé Mr. Shakedown, qui est plus agressif que l'ennemi de rue moyen. Si le joueur est battu, il perd tout son argent, mais il peut combattre Mr. Shakedown à nouveau pour récupérer son argent et plus.
Kiryu et Majima ont également des activités annexes qu'ils puevent effectuer pour farmer : Kiryu investit dans l'immobilier à Kamurochō, tandis que Majima dirige un cabaret à Sotenbori. En accomplissant les quêtes secondaires, les personnages rencontrés proposeront souvent de les aider dans leurs activités secondaires, ce qui permettra aux joueurs de progresser plus facilement et rapidement. En progressant dans les activités annexes ou en s'entraînant avec des maîtres spécifiques, les joueurs débloqueront des capacités supplémentaires qu'ils pourront acheter ensuite dans l'arbre de compétences de leur personnage.
L'une des innovations majeures de Yakuza 0 est l'ajout de plusieurs styles de combat pour Kiryu et Majima, qui peuvent être changés à la volée pendant les combats. Kiryu utilise le style équilibré Bagarreur, similaire à celui des précédents opus, le style Bête, puissant mais lent qui lui permet d'utiliser des armes lourdes, et le style Ruée, basé sur la boxe rapide et qui met l'accent sur la mobilité. 
À l'inverse, Majima utilise le style équilibré Thug, le style Slugger, axé sur les armes et principalement centré sur la batte de baseball, et le style Breaker, basé sur la capoeira et la breakdance. En terminant les activités annexes de Kiryu et Majima, vous débloquerez un style de combat « Légende » supplémentaire pour les personnages, respectivement les styles « Dragon de Dojima » et « Mad Dog of Shimano ».

## Synopsis
Kazuma Kiryu (Takaya Kuroda) est accusé d'un meurtre dont il est innocent. Cherchant à se faire blanchir de cette accusation, il rompt les liens avec sa famille de yakuzas. 
De son côté, Goro Majima (Hidenari Ugaki), responsable d'un cabaret lucratif, fait face à un dilemme : tuer quelqu'un et retrouver son rang au sein des yakuzas ou faire fructifier son établissement.

### Yakuza 0 Director's Cut
Yakuza 0 Director's Cut a été annoncé comme une exclusivité temporaire pour la Nintendo Switch 2 lors d'une présentation Nintendo Direct le 2 avril 2025, et est sorti le 5 juin 2025 en tant que titre de lancement pour la console. 
Celui-ci propose de nouvelles scènes, des doublages anglais et chinois, un mode multijoueur en ligne intitulé Raid au Quartier Rouge, ainsi qu'une localisation en français, allemand, italien et espagnol. Il comprend également les pistes sous licence de la version japonaise.
Yakuza 0 Director's Cut tourne à 60 images par seconde sur la Nintendo Switch 2.
En termes de résolution, Yakuza 0 Director's Cut tourne à une résolution 4K en mode TV sur une Nintendo Switch 2.

## Développement
Une application gratuite sort le 26 février 2015 sur PlayStation Vita. Celle-ci permet de faire quelques activités annexes (poker, pachinko, tournois de combat, blackjack) en vue d'obtenir quelques gains à transférer dans le jeu sur PlayStation 3 et PlayStation 4. Cinq jeux bonus sont proposés, parmi lesquels Columns, Beluga (ja) et une édition spéciale de Super Monkey Ball compatible avec le détecteur de mouvements, au tarif de 500 yens.

## Doublage
- Takaya Kuroda : Kazuma Kiryu
- Hidenari Ugaki : Goro Majima
- Kazuhiro Nakaya : Akira Nishikiyama
- Hitoshi Ozawa : Daisaku Kuze
- Hideo Nakano : Keiji Shibusawa
- Riki Takeuchi : Hiroki Awano
- Shunsuke Sakuya : Osamu Kashiwagi
- Arata Iura : Tetsu Tachibana
- Shingo Tsurumi : Tsukasa Sagawa
- Miyuki Sawashiro : Makoto Makimura
- Keiji Fujiwara : Homare Nishitani
- Hidekatsu Shibata : Takashi Nihara
- Naomi Kusumi : Futoshi Shimano
- Tetsuya Watari : Shintaro Kazama

## Commercialisation
Lors de sa première semaine de mise en vente au Japon, le jeu s'écoule à 236 329 exemplaires répartis parmi 145 823 sur PlayStation 4 et 90 506 sur PlayStation 3. À l'occasion de la sortie du jeu, quatre consoles PlayStation 4 en édition collector sont éditées. Une Kazuma Kiryu Edition et une Goro Majima Edition, chacune de couleur blanche ou noire, reprenant sur leur coque les tatouages emblématiques des deux héros .
Une édition collector du jeu, intitulée Famitsu DX Pack, est commercialisée au Japon. Celle-ci comprend une flasque d'alcool en acier inoxydable sur laquelle est gravée la représentation du tatouage de Majima Goro (un hannya), un livret spécial, et un exemplaire du jeu.

## Accueil
- Famitsu : 36/40
- Metacritic : 85/100[9]